# ASO (ゲーム)
『ASO(Armored Scrum Object)』（エー・エス・オー - アーマード・スクラム・オブジェクト）は、1985年に新日本企画（SNK）から稼働されたアーケード用縦スクロールシューティングゲーム。日本国外では『Alpha Mission』のタイトルで稼働されていた。
対地、対空を撃ち分ける『ゼビウス』（1983年）タイプの縦スクロールシューティングゲームである。全12エリア構成で、実質、6エリア2周に近い。ゲームの目的は自機の戦闘艇「シド」を操作し、自己思考、自己修復、自己補給能力を持つ生化学部品によって造られた兵器「メカノクレート」を倒して人類を救出する事となっている。
1986年にファミリーコンピュータに移植された。アーケード版は後にPlayStation Portable用ソフト『SNKアーケードクラシックスゼロ』（2011年）に収録された他、欧米ではPlayStation 3およびPlayStation Portable用ソフトとして単独で配信された。2018年にはPlayStation 4およびNintendo Switch用ソフトとしてアーケードアーカイブスにて配信された。
後に続編となる『ASOII』（1991年）が稼働された。

## 概要
操作系は8方向レバー＋3ボタンからなる。3つのボタンは、それぞれ対空攻撃、対地攻撃、アーマー装着/解除に用いる。なお、本作では対空攻撃は「レーザー」、対地攻撃は「ミサイル」と呼ばれる。対地攻撃は『ゼビウス』等とは異なりピンポイント爆撃のようなスタイルではなく、対空ショットと同じく射線軸上の敵に当たるまで直進する性質がある。ただし、対空に比べると弾速が遅く射程も短い。
背景（地上）のグラフィックは過去に発表された『ヴァンガードII』（1984年）から継承している。
「キープ」をはじめとする多彩なアイテム、8種類のアーマー、そして凶悪な誘導弾などが特徴。

## ゲーム内容

### アーマー
タイトルであるASOとは、Armored Scrum Objectの略称である。これは自機シド（SYD）を指す。
アーマーは全部で8種類あり、ゲーム中にアイテムとして登場する、ヘッド、左ウィング、右ウィングの3つのパーツをそれぞれ同種で揃えることで完成する。すでにパーツがいくつか揃っている時に別の種類のアーマーのパーツを取ってしまうと、パーツが無くなってしまう。なお、ファミコン版は一まとめになっているので、アーマーを取るだけで使えるようになる。
揃えたアーマーは、その時点ですでに使用中の物を除き各1つずつ保持できる。また、アーマーを使用中の物は含めず全種類揃えると、20万点のボーナスが入る。
アーマーを使用するには、レバーの左右で種類を選択し、装着ボタンを押す。ただし、最低8ポイントのエネルギーが必要である。装着ボタンを押すとSYDが中央に強制移動し、アーマーのパーツが装着するエフェクトが発動し、装着となる。装着時のエフェクト中は無敵になるので、緊急回避的な利用も可能。
アーマーの種類によってはレーザーかミサイルのどちらかが強化され、それぞれの攻撃ボタンによって使用することができる。また、やはりアーマーの種類によっては、その使用中は通常のレーザー、ミサイル攻撃は不可能になる。
アーマー装着時にもう一度装着ボタンを押すと、アーマーを外し元の状態に戻る。装着時と違いエフェクトはなく無敵とならない。
アーマーは使用や時間経過、および被弾するごとにエネルギーを消耗し、ゼロになると強制解除される。解除されたアーマーは、再びパーツをそろえないと使用できない。シールド以外のアーマーは、被弾する毎に4ポイントのエネルギーを消耗する。
エネルギーが8ポイント以下になると、アーマ未装着時は通知音、装着時は警告音が鳴る。このため、上級者はエネルギーゲージを見なくても装着タイミングや危険な状態が分かる。
なお、アーマーを利用するためのエネルギーは、1面スタート時には上限16ポイントとなっており、道中のポイントを取り続けることで最大24ポイントまで引き上げる事が出来る。これはゲームオーバーまで有効である。

### アーマーの種類
アーマーは青（オクト、シールド、キャノン）・黄（ホーミング、パラライザー、ニュークリア）・赤（ファイヤー、サンダー）と色分けされている。
オクト（OCTO）アーマー
レーザー系アーマー。8方向にレーザーを撃つ。発射されるレーザーは細長くシャープな楕円形の形状であり、連射できず定間隔でしか発射できないため総合的な威力は低い。エネルギー消耗は2ポイント/秒と高め。最初から使用可能。使い勝手はかなり悪いが、アーマーの並びとしては左端にあって選択しやすいため、緊急時のミス回避用の捨てアーマーとして使われることもある。
シールド（SEALD）アーマー
バリアーを張って敵の攻撃を防ぐ。被弾するごとにエネルギーを2ポイント消耗。当たり判定は大きくなるが、敵の発射する弾ならエネルギーのある限り完全防御するので、最も使い勝手の良いアーマーと言える。最初から使用可能であり、エリア1後半でそろえられる。上級者になると、「このアーマーさえあればどんな局面でもこなせる」と言われる程に性能が安定している。
なお、シールドの綴りは正しくは「SHIELD」だが、本作中では上記の表示である。
キャノン（CANNON）アーマー
レーザー系アーマー。正面方向に幅広(自機の3倍）で強力なレーザーを3連射出来る。貫通力はないがマックスパワーアップ時のさらに倍の威力をショット1発で持つため、空中系の中ボス・面ボスを瞬殺できる威力がある。
その攻撃力にもかかわらず、エネルギーは1ポイント/秒と効率的であり、エリア1・3・4・7・9・10ボスに非常に効果的である。エリア1前半から登場。
ホーミング（HOMING）アーマー
ミサイル系アーマー。曲線軌道の丸い、やや誘導が可能なミサイルを2発同時に前に撃つ。発射後しばらくして左右に分裂し、地上の固定の敵を追尾して破壊する。移動する砲台には誘導しない。
1発につき2ポイントを消耗する。固定された地上の多くの敵を破壊できるため、ピラミッドを破壊してエネルギーポイントを回収していけば、かなり長い時間使用できる。エリア2前半から登場。
パラライザー（PARALYZER）アーマー
自機正面に冷凍ビームを照射してザコ敵を凍らせられる。敵弾も消せるので、誘導弾やアンチレーザー弾を撃ってくるボス・中ボスに対し有効。エネルギー消耗は3ポイント/秒で、エリア2・4などに登場。
ニュークリア（NUCLEAR）アーマー
ミサイル系アーマー。アーマー先頭に装備された核弾頭ミサイルを発射する。発射したミサイルは一定距離経過後落下し、ある程度の円形の爆発を引き起こす。この爆発は地上・空中それぞれに有効。命中時のダメージは大きいが、弾速が遅く連射もできないので、機動力の高いボスなどには向かない。エネルギー消耗も1発あたり4ポイントと高め。エリア2後半から登場。効果音がかなりの爆音である。なお、ミサイル発射中はアーマー先頭にあるミサイル部分が黒くなる（弾倉が空いている）演出となる。
ファイヤー（FIRE）アーマー
自機正面に破導波による炎を放射して、強烈なダメージを与える。対地／対空両面に有効で敵弾も消せる。3ポイント/秒でエネルギーを消耗。エリア1後半から登場する。初心者にとってはヘカテリアン攻略などに役に立つ。
サンダー（THUNDER）アーマー
ミサイル系アーマー。稲妻を画面全体に放ち、全ての敵と敵弾を破壊する。エネルギーの消耗も最高で、1発につき8ポイントが必要。エリア3などに登場。その特性ゆえ、上級者はほとんど使わない。反面、初心者にとってはボス戦で重宝することが多く、ギガ・ビットを一撃で倒せる。また、エネルギーがゲージ共に満タンの場合は丁度3発が撃てるため、ジョジョ・ゼゼの攻略をする際に使用されることもあった。

### ポイント
アイテムは、本作では「ポイント」と呼ばれる。その種類の多さは、同系統作品でもトップクラスである。
これらは全てアルファベットで表記され、重要度に応じて青＜黄色＜赤に色分けされている。また、反対の効果を持つ茶色の「裏ポイント」も存在する。
自機の対地攻撃はポイントに止められてしまうため、裏ポイントの向こう側に砲台があると非常に厄介である。そのため、ポイントの出現位置を覚えておき不要なピラミッドはすぐに破壊しない、ポイントが出現する前のピラミッド爆発中にミサイルが砲台に着弾するように連射しておく、など、細かい技術や知識が攻略には重要になる。

### ポイントの種類
S（SPEED）ポイント（青）
3つそろえるごとに自機のスピードがアップする。1段階アップするごとにK（KEEP）ポイント（青）が登場し、これを取ると、自機がミスしてもスピードが初期状態に戻らなくなる。最高速の3段階目（2段階アップした状態）のKポイントまで取ると、以降は裏Sポイント（茶色）となる。SYDの武装中唯一1段階毎に状態がキープ可能なフィーチャー。
L（LASER）ポイント（黄色）
3つそろえるごとに、自機の対空攻撃がシングルからダブル、トリプルへとパワーアップする。トリプルになった後はKポイント（黄色）が登場し、これを取ると、自機がミスしても対空攻撃が初期状態に戻らなくなる。Kポイントを取ると、以降は裏Lポイント（茶色）となる。
M（MISSILE）ポイント（赤）
3つそろえるごとに、自機の対地攻撃がシングルからダブル、トリプルへとパワーアップする。強化されると射程も伸びる。トリプルになった後はKポイント（赤色）が登場し、これを取ると、自機がミスしても対地攻撃が初期状態に戻らなくなり、さらに2連射が可能になる。Kポイントを取ると、以降は裏Mポイント（茶色）となる。
E（ENERGY）ポイント
3種類あり、青色は1ポイント、黄色で4ポイント、赤だと8ポイントのエネルギーがチャージされる。ただしゲージの値を超えてチャージされる事はない。また、アーマーを使用中の場合、出現するEポイントは全て青色になる。
B（BONUS）ポイント（青）
500～8000点のボーナスが入る。出現してから時間が経つほど高得点となるので、出現後なるべく急いでピラミッドを破壊し、画面最下端で取ると高得点になる。
F（FLASH）ポイント（黄色）
付近のピラミッドを破壊して、ポイントを露出させる。以後、一定時間ピラミッドは破壊された状態で出現する。Bポイントによる得点が露出が長くなり高くなるため、得点稼ぎには必須のポイント。
W（WARP）ポイント（黄色）
一定の区間をワープ移動する。ワープ中は敵味方とも攻撃は行えない。またワープ中はピラミッドが露出してポイントを回収できる。ただし、画面いちばん下に張り付けになって高速スクロールするため、不本意なポイントを取らされる事もあり、あまり実用性はない。
V（VOLTAGE）ポイント（赤）
エネルギーゲージの最大値が1ポイント上昇する。限界（初期値の16ポイントを含めて24ポイント）まで上昇した後は、赤のEポイントとして登場する。
P（PRESENT）ポイント（赤）
残機が1機増える。ただしエクステンドのファンファーレは鳴らない。出現確率は低い。
R（REVERSE）ポイント（茶色）
一定の区間をリバースワープする。ワープと異なり、戻される途中にポイント回収はできない。敵やアイテムの出現数が有限のこのゲームでは、得点稼ぎおよびアーマー取得の有効な手段となる。
特に、エリア2でこのポイントが出るか出ないかによって序盤の展開が左右される。
裏S・L・Mポイント（茶色）
それぞれスピード、レーザー、ミサイルのキープ効果を失わせ、さらに1ランクパワーダウンさせる。
裏Eポイント（茶色）
エネルギーチャージが4ポイント失われる。エネルギーが0の時に取得した場合、何も起こらない。裏ポイントの中ではどちらかというと被害が少ない方である。
C（CANCEL）ポイント（茶色）
全てのキープが失われパワーダウンする、最悪の裏ポイント。

### 備考
- エリア12をクリアするとエリア13が始まり、直後にゲームエンドとなって100万点ボーナスが加算される。
- エリア8以降はエリア2～6のマップが使い回される。アイテム含む地上物の配置はそのままのため、マップ（地上物）の難易度が最も高いのはエリア7である。ただし空中物および中ボスは強化されているので、総合の難易度は上がり続ける。
- 敵弾が画面上に多く現れすぎると処理オーバーを起こし、一部が消失する。特にヴァリスやブラム・ヘクトの攻撃時に起こりやすい。
- 逆ポイントを短時間にまとめて取ると、その内1つしか効果を及ぼさない。
- アーマーを揃えた瞬間にそのアーマーパーツが入っているはずのピラミッドを破壊すると、揃ったアーマーの頭が出るが、それを取っても特に何も起こらない。
- アーマーが揃って点滅している間に他のアーマーパーツを取ると、揃ったはずのアーマーがキャンセルされてしまう。
- エリア13でエンディングメッセージが出ている間にサンダーアーマーを使うと、そのメッセージが消えてしまう。
- コンティニュー有り（海外向け）設定の場合、全面クリア後のコンティニューメッセージの時にコンティニューすると、エンディングだけが出て終わる。
- サンダーアーマーを使って画面上に稲妻が広がっている間にアーマーを解除すると、画面がフリーズしてしまう。
- シールドアーマーは本来「SHIELD」という綴りであるが、アーケード版のデモ画面では「SEALD」、チラシでは「SHEELD」と表記されていた。これは当時ゲーメストのライターの風見螢が指摘し、SNKの担当者に伝えられた。その後ファミコン版では、「SHEELD」とチラシと同じ間違いをしていた。チラシとファミコン版ではキャノンアーマーのことも「CANON」とも表記されている。また、単語自体は間違いではないが、同じくチラシではパラライザーアーマーのことを「PARALYSER」と表記されていた。これ以外にもチラシ上には英語の誤字や誤文法が多い。
- テラノア、モンゴ、ゾレニア・ズイの3種類の敵キャラクタは、デザイナーが締切直前に徹夜でデザインしたもの。

## 敵キャラクター
このゲームに登場する敵キャラクターは、自己思考、自己修復、自己補給能力を持つ生化学部品によって造られた兵器で、「メカノクレート」と呼ばれる。ただし、このゲーム内では本来の力を発揮していないとされている。

### 空中物
- コロス114（50pts） - 最初から登場する茶色のザコ。自機を無視して特定のコースを飛行するだけで、弾も出さない。
- メッタ028（80pts） - 画面左上または右上から飛来。中央付近で弾を撃ち、画面右上または左上へと去って行く。
- ヴオルフ545（80pts） - 直進飛行のみ。弾を撃ったり、途中で角度を変える事もある。
- アモン006（100pts） - 赤い目を光らせ、編隊を組んでグルグル回っている。自機の周りを回ろうとして押し寄せてくるパターンもあり、この場合は画面下に逃げれば消えてくれる。
- ヴァリス（100pts） - 赤い単眼をもつ八角形のような敵。8機編隊で飛来し、画面上にフォーメーションを組んだ後、3way弾をばら撒いてくる。フォーメーションを先読みし、弾を撃たれる前にできるだけ多く倒すのが有効な対処法である。
- タガミ633（80pts） - 2基のエンジンノズルを備えたデザイン。自機と座標が合うたびに方向を変え、右下もしくは左下に降下しながら弾を出す。
- ヤクート551（80pts） - 見たままのミサイル。画面上付近を横移動し、自機と縦座標が並ぶと高速で突っ込んでくる。
- ノボ133（120pts） - 画面下から飛来し、画面上で折り返して突撃してくる。慌てて動くと後続に体当たりしてしまう事もある。
- ヨギ105（120pts） - コロス114の改良型で、水色をしている。こまめに方向変換しつつ、自機の後ろに回り込もうとする。
- 845機雷（0pts） - ジョジョ・ゼゼ級ボスに射出され、ゆっくりと自機に向かってくる。攻撃を加えると3way弾を撃ち返す。

### 地上物
自機を攻撃する際に、一度点滅をしてから弾を発射するのが特徴。
- ピラミッド（50pts） - 破壊すると、アーマーのパーツやポイントが出現。
- ブラム（80pts） - 一門砲台。最も弱いが、赤い色の誘導弾を撃つことがある。誘導弾は一定時間SYDをゆっくりと追尾し続け、時間経過後は通常弾と同じ軌道をとる。
- ノクテア（100pts） - 三門砲台。密集配備が可能な小型砲台の中では最も強力。
- ガリモス（150pts） - 五門砲台。大型であり、密集配備はできない。
- ブラム・ヘクト（200pts） - 最強の砲台であり、十六方向に弾を出す。密集配備される事はない。
- ガルトス（100pts） - 一門戦車。白い円形のものと、黒い鋭角的なデザインの2種類がある。ブラムと同じく、誘導弾も出す。
- デガルトス（100pts） - 三門戦車。モノレールのようにパイプの上を移動する。
- モロフ（100pts） - 特殊なフィールドの下に「潜る」ことで自機の攻撃をかわす一門砲台。攻撃時のみフィールド上に浮上する。攻撃はやはり誘導弾の場合もある。ブラムとは異なり密集配備はされていない。
- ドロフ（150pts） - モロフの三門砲台バージョン。

### 中ボス
各エリアの前半と後半との境目のBGMが変わる際に出現。フラフラと左右に移動しつつ、ゆっくり下に向かってくる。初めのうちは何も撃ってこないか、せいぜい3way程度。
ゲームが進んで各エリアの長さが長くなると、複数回にわたって出現。誘導弾や、自機のレーザーを遮断するアンチレーザー弾を用いた凶悪な攻撃を行うようになる。
- モルト・ガンデ（1000pts） - 三葉虫のようなデザインで、エリア1中盤から登場。戦略小型メカノクレートの主力機。『ミラーマン』の15話に登場したジャバラや『Xボンバー』のゲルマ母艦のようなものをイメージしてデザインされた。
- オバノン（1500pts） - ムカデのようなデザインで、2匹ペアで登場する事が多い。エリア2から登場。ボンボネラの小型量産型。頭部がシームレス化されたオバノンIIというものも存在し、その頭部はガリモスの初期デザインを流用したもの。
- テラノア（1500pts） - 蝙蝠のような翼を持つ飛行物体で、エリア3から登場。どちらかというと可変翼戦闘機のデザインに近い。設定によると、大気圏内では本来の能力を発揮できていないらしい。デザイナーが社長に「蝙蝠を作れ」と指示されてデザインしたもの。
- モンゴ（1000pts） - 顔のような不気味なデザインをしている。登場は、かなり後のエリアになってから。強固なヘッドシールドと長距離航行用ブースタを持つ。名前の由来は紋甲烏賊。初期デザインではヘッドシールド部分にもディテールが描かれていたが、顔が目立たなくなってしまうので敢えて削除された。

### ボス
ボスは6種類おり、エリア7以降は外観と名前のみ異なる同種が登場する。
- ヘカテリアン - 3本のアームを振りかざし、弾を撃ってくる（3way→5way→誘導弾）。弱点である中心部からはアンチレーザー弾を発射し、こちらの攻撃を妨げる。エリア1のボスにしては強敵である。エリア7には、メカプクという同種が登場。メカプクの由来は、当時のSNKの名物社員だった吉野という人物のあだ名「プクプク」。
- ハノマス・ズイ - ズイ級クレートシップ。エリア2で登場。ゆっくり移動しつつ、弾を撃ってくる（3way→5way→誘導弾）。画面上付近を左右に動くモードになると、先端部と尾部の2ヶ所に当たり判定があり、直撃されると2発分のダメージを受ける大型高速弾を撃ってくる。対空攻撃は効果がないが、ミサイルが連射できる状態にパワーアップしていれば簡単に倒せる。エリア8には、ズイ級クレートシップの第3段階のゾレニア・ズイという同種が登場。これはもともと、ハノマス・ズイのデザインを顔にしたものだった。
- シャリプトラ - エリア3で登場する、サソリのようなボス。火器強化タイプのメカノクレート。弱点である頭部からは大型高速弾を吐いてくる上、両腕でガードしている。エリア9では再生シャリプトラとなって登場。
- ボンボネラ - 無数のヴァリスが連なるように合体した、いわゆる多関節系のボス。初期のメカノクレートのコンセプトモデル。自機を完全に無視して特定のコースを移動しつつ、大量の弾をばら撒く（3way→5way→誘導弾）。頭部が弱点である。エリア4のボスであり、エリア10ではボンボネラIIが登場する。
- ギガ･ビット - エリア5で登場。テレポート能力、もしくはモロフ砲台のようにフィールド潜行能力を備えているようで、合計4機があちこちに移動しつつ攻撃と消失（テレポート）を繰り返す。テレポート時に僅かにその移動が見えるため、その場所から再出現位置が予測できる。具体的な攻略法（テレポートパターン）を知らないと、正攻法（＝シールドアーマーを装備するか、アーマーを使わない）で倒すことはかなり困難であるが、得点稼ぎをする場合は、テレポートパターンを熟知し単機で倒せるようになる必要がある。得点稼ぎをしない場合はサンダーアーマー1回の攻撃で全機同時破壊可能。エリア11では同種のテラ･ビットが登場する。
- ジョジョ・ゼゼ - エリア6の最奥部そのものであり、周辺砲台（4基）、中央砲台、底部（機関部？）の3層構造から成る。周辺砲台・中央砲台は845機雷を放出する時の開いた状態でないとミサイル系の攻撃が通じず、サンダーアーマーでも3回にわたる攻撃が必要。最初の2層は、845機雷をあしらいつつ普通にミサイルで対処が可能。エリア12ではジョジョ・ゼゼIIが登場し、これを破壊すればオールクリアとなる。

## 移植版
| No. | タイトル                      | 発売日                         | 対応機種                                                 | 開発元        | 発売元        | メディア                                | 型式                         | 備考               |
| --- | ----------------------------- | ------------------------------ | -------------------------------------------------------- | ------------- | ------------- | --------------------------------------- | ---------------------------- | ------------------ |
| 1   | ASO Alpha Mission             | 1986年9月3日 1987年10月 1987年 | ファミリーコンピュータ                                   | SNK           | SNK           | 512キロビットロムカセット               | SFX-AO NES-AM-USA NES-AM-EEC |                    |
| 2   | SNKアーケードクラシックスゼロ | 2011年4月21日                  | PlayStation Portable (PlayStation Network)               | SNKプレイモア | SNKプレイモア | ダウンロード                            | -                            |                    |
| 3   | Alpha Mission                 | 2011年9月6日 2011年9月14日     | PlayStation 3 PlayStation Portable (PlayStation Network) | G1M2          | SNKプレイモア | ダウンロード                            | -                            |                    |
| 4   | ASO                           | 2018年10月25日                 | PlayStation 4 Nintendo Switch                            | SNK           | ハムスター    | ダウンロード （アーケードアーカイブス） | -                            | アーケード版の移植 |

ファミリーコンピュータ版
1986年9月3日にSNKより発売。基本デザインはアーケード版に準じた移植でありイメージイラストやロゴ等も同じ物を使用。ファミコン版は、アーマー装着をリアルタイムではなくポーズ状態の別画面で行う方式や、ショットやアーマーなどの装備がパーツ制から1つ取ればよい仕様変更により、難易度がアーケード版よりも大幅に低下しているのが特徴である。
アーケード版との主な違い
- アーマーはパーツではなく既に完成した状態で現れる。このため1つ取ればアーマーを収得できる。
- 基本武装のS、L、Mポイントも3つではなく1つ取ればパワーアップする。
- アーマーの装着はその場ではなくセレクトボタンを押して別画面へ移行して行う。機体が名前入りで表示されるのでその上に自機を重ねボタンを押して装着。
- アーマー装着時はエリアをある程度逆戻りする。この影響でアーケード版で使えたジョジョ・ゼゼ攻略のパターンが使えない。
- Eポイントは赤のみで2ポイント回復。アーケード版の赤Ｅとは回復値が異なる。Vポイントが存在しない。
- 裏ポイントのマイナス要素は、裏Kに統一されパワーアップ毎ではなく全ての武装に影響する仕様となった。
- 独自アイテムの「？」ポイントが存在し、取ればエネルギーが満タンでショットが最強になり全てのアーマーを収得状態になる。
- Bポイントの下方で取れば高得点という仕様は無くなり、独自のボーナスアイテムとして「社長の顔」や「戦車」などが追加され取ると10000点ボーナス。

## スタッフ
ファミリーコンピュータ版
- プログラム：SNK Jr.
- 企画：Mr.OBA（小畑浩二）
- デザイン：RAMPTY、Dr.GAG
- 音楽：SUGAR

## 評価
アーケード版
1998年にそれまで発売されていたアーケードゲーム全てを対象に行われたゲーメストムック『ザ・ベストゲーム2』では、『名作・秀作・天才的タイトル』と認定された「ザ・ベストゲーム」に選定され、同書では全アーマーの完全装備が困難である事を指摘しているが、アーマーを揃えていく行為は面白いとした上で「8種類フルに揃ったアーマーストックゲージは壮観でそれだけで迫力がある」と称賛した。またアーマーの種類を性質、機能別で選別する事に戦略性を立てる面白さがあると評価し、「ゲーム性は勿論、グラフィック、サウンド、ボスをはじめとするキャラデザインも素晴らしい」と絶賛した。
ファミリーコンピュータ版
ゲーム誌『ファミリーコンピュータMagazine』の読者投票による「ゲーム通信簿」での評価は以下の通りとなっており、17.20点（満30点）となっている。
| 項目 | キャラクタ | 音楽 | 操作性 | 熱中度 | お買得度 | オリジナリティ | 総合  |
| 得点 | 3.14       | 2.99 | 2.85   | 2.76   | 2.81     | 2.65           | 17.20 |

## シリーズ一覧
ASO
シリーズの初代。アーケード版は縦画面、ファミコン版は横画面。
ASOII
シリーズの正当な続編。1991年3月25日にMVS版が稼働、同年7月1日に家庭用ネオジオ版が発売されている。横画面。ネオジオステーションを機に様々な形で配信された。
バミューダトライアングル
1987年に稼働したアーケードゲーム。『T・A・N・K』や『怒』と同様、8方向回転スイッチ付きレバーでショットの方向と自機の操作を行う。自機は戦闘母艦であるが、オプションとして本項目にある「SYD」が登場する。2011年にはPlayStation Portable向けソフト『SNKアーケードクラシックスゼロ』に初代ASOと共に移植された。
WORLD WARS
1987年に稼働したアーケードゲーム。『バミューダトライアングル』の別バージョンのような作品。ゲームシステムはほぼ同様であるが、ルールが簡略化されておりエネルギー制から自機制に変更されている。